# ミゲル・デ・ラス・クエバス
ミゲル・アンヘル・デ・ラス・クエバス・バルベラ（Miguel Ángel de las Cuevas Barberá、1986年6月19日 - ）は、スペイン・バレンシア州アリカンテ出身の元サッカー選手。現役時代のポジションはMF。

## 人物
高いテクニックを有する小柄なドリブラーである。2007年12月12日、コパ・デル・レイで公式戦デビューを飾った。リーグ戦で出場した13試合のうち11試合が途中出場と、スーパーサブとして流れを変えることが主な役割だった。2009年6月、4年契約でスポルティング・ヒホンへ完全移籍。2015年1月30日、セリエBのスペツィア・カルチョに移籍した。翌年2月1日、セグンダ・ディビシオンのCAオサスナにフリートランスファーで復帰した。2018年8月31日、コルドバCFに1年契約で移籍した。

## エピソード
- 2008年夏にバレンシアCFからレクレアティーボ・ウェルバにレンタル移籍したシシはエルクレス・ユース時代からの大親友である。